# モナ＝飛鳥・オット
モナ＝飛鳥・オット（モナ＝アスカ・オット、Mona-Asuka Ott, 1991年4月1日 - ）は、ドイツ・ミュンヘン出身のピアニスト。コンクール受賞歴や各国の音楽祭への出演が多数ある。
姉のアリス＝紗良・オットもピアニスト。

## 来歴・受賞歴
父親がドイツ人で母親が日本人のハーフ。2歳のときにピアノを始め、4歳で初舞台を踏む。
グロートリアン・シュタインヴェーク国際コンクール第1位、EPTA欧州ピアノ教育者連盟国際コンクール第1位ならびに特別賞等の受賞歴がある。
2004年にリンダウの国際青年ピアノ音楽祭へ招かれてから、ミュンヘンのガスタイクやプリンツレーゲンテン劇場、ウィーンのコンツェルトハウス、アムステルダムのコンセルトヘボウ、ブラウンシュヴァイク・クラシック・フェスティバル、ルール国際ピアノ音楽祭、キッシンゲン夏の音楽祭、ラ・ロック＝ダンテロン国際ピアノ音楽祭、メクレンブルク＝フォアポンメルン音楽祭等のフェスティバルに出演して高い評価を得る。
2009年にはバイロイト音楽祭でリサイタルを行った。同年、2010年と南西ドイツ・フィルハーモニー交響楽団の欧州、日本、2011年ザルツブルク・モーツァルテウム管弦楽団の日本ツアーのソリストに抜擢される。2012年、オーケストラ・アンサンブル金沢の全国公演へ参加する。
ヨーロッパの権威誌『フォノ・フォルム』にて賞賛された。2011年、グシュタード音楽祭での優れた演奏に対し、フィリップ・チャイナット賞を授与された。
2000年から2008年までカール＝ハインツ・ケマリンクに師事し、2012年時点ではヴュルツブルク国立音楽大学のベルント・グレムザーに師事している。

## 出演
- 1億人の大質問!?笑ってコラえて!（2014年6月4日、日本テレビ） - 新企画コーナー出演